# Mooney Airplane Company

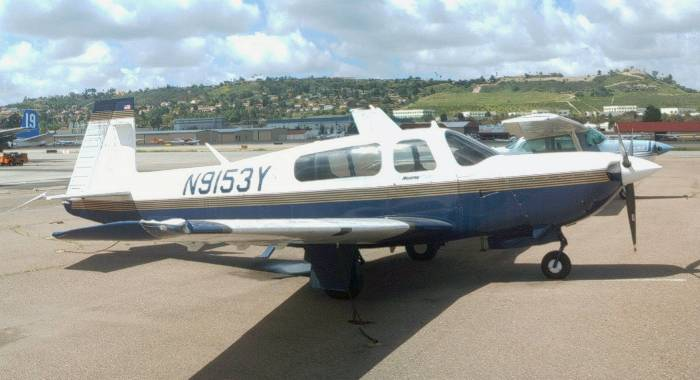
Mooney M20

Mooney Airplane Company – amerykańskie przedsiębiorstwo produkujące lekkie jednosilnikowe samoloty lotnictwa ogólnego.

## Modele
- M10
- M18
- M20 – jedyny produkowany obecnie
- M22